# Delmas (Sudafrica)
Delmas è un centro abitato del Sudafrica, situato nella provincia dello Mpumalanga.